# 라쿠텐 타오위안 야구장

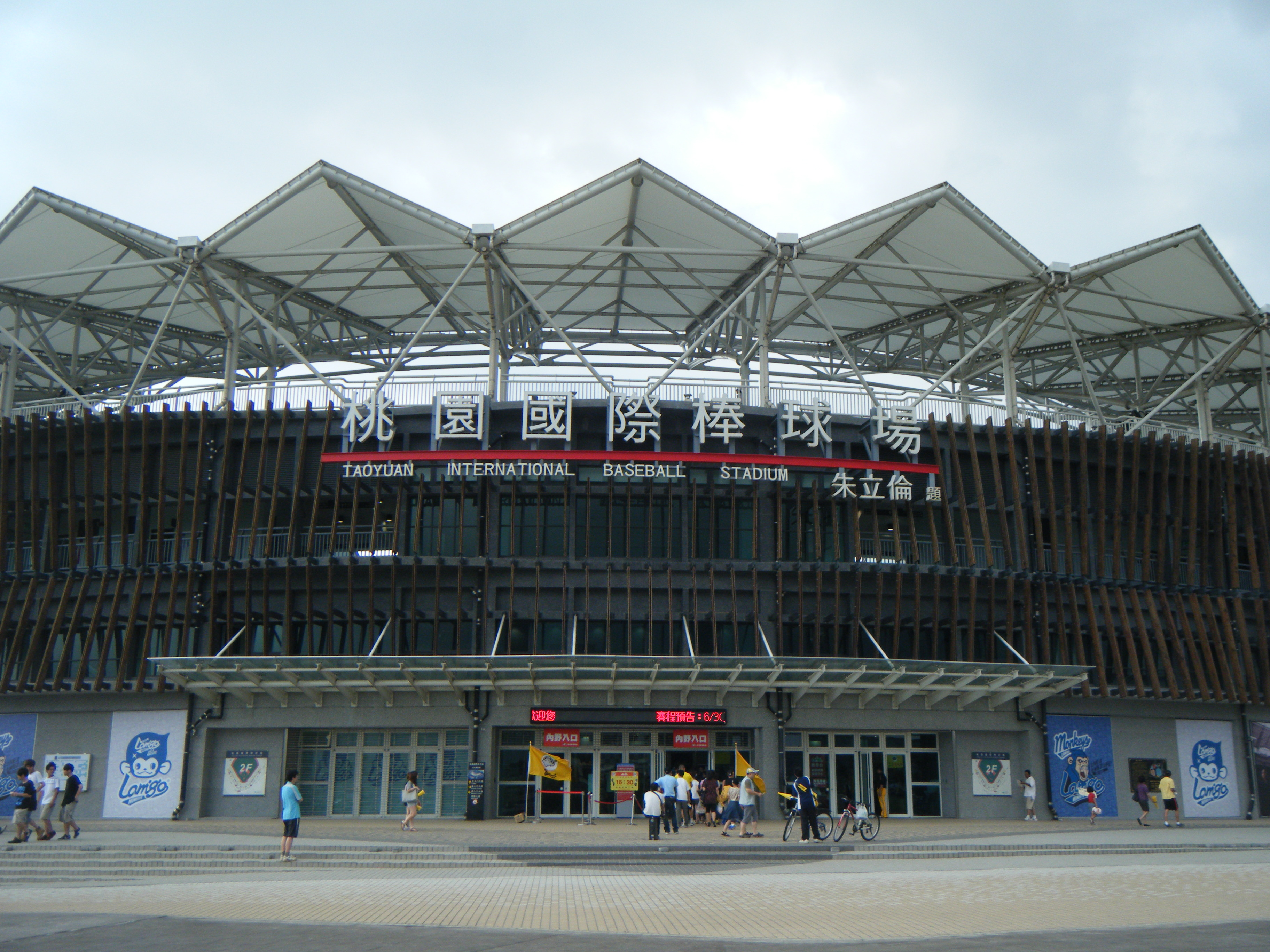
타오위안 국제 야구장

라쿠텐 타오위안 야구장(중국어 정체자: 樂天桃園棒球場)은 2009년에 세워진 대만 타오위안 시의 야구장이다. 수용인원은 20,000명이며 크기는 중앙 펜스 122m, 좌우 100m이다. 타오위엔 역에 인접해 있다. 라쿠텐 몽키스의 홈 구장이다.

## 같이 보기
- 대만의 야구 경기장 목록